# Basílica de Nossa Senhora de Licheń
A Basílica de Nossa Senhora de Licheń [ˈlixɛɲ] é uma igreja católica romana localizada no Santuário de Nossa Senhora das Dores, Rainha da Polônia, na vila de Licheń Stary, perto de Konin, na Voivodia da Grande Polônia, na Polônia. Foi projetado por Barbara Bielecka e construído entre 1994 e 2004. A construção foi financiada por doações dos peregrinos. Com uma torre de 141,5 metros de altura, é uma das maiores e mais altas igrejas do mundo.

## História
A história da fundação da igreja remonta a 1813, quando Tomasz Kłossowski, um soldado polonês que lutava sob o comando de Napoleão perto de Leipzig, foi gravemente ferido. Invocou a Virgem Maria, implorando-lhe que não o deixasse morrer em terra estrangeira. Segundo a lenda, ela apareceu para ele usando uma coroa de ouro, um vestido vermelho escuro, com um manto dourado, e segurando uma águia branca na mão direita. Ela confortou o soldado e prometeu que ele se recuperaria e retornaria à Polônia. Tomasz foi instruído a mandar fazer uma imagem dela e colocá-la em um local público para que "Meu povo orasse diante desta imagem e extraísse muitas graças de Minhas mãos nos momentos mais difíceis de provação".
Com a nave de 120 metros de comprimento e 77 metros de largura, com uma cúpula central de 98 metros (321 pés) de altura e com uma torre de 141,5 metros (464 pés) de altura, é a maior igreja da Polônia e uma das maiores igrejas do mundo. Além disso, possui uma das cúpulas mais altas do mundo. A igreja é dedicada a Nossa Senhora das Dores, Rainha da Polónia, cujo ícone, talvez do século XVIII, está exposto no altar-mor da basílica. É um dos principais locais de peregrinação da Polônia.
Entre 2002 e 2007, o organbuilder polonês Zych - na base do projeto feito pelo Prof. Andrzej Chorosiński - órgão de tubos construído com 157 paradas (6 manuais e pedaleira). É o maior órgão da Polônia, 4º na Europa e 13º em todo o mundo. 
O Papa João Paulo II abençoou a Basílica em 1999. Em 2007, partes do museu polonês em Fawley Court foram translocadas para o santuário pelos Padres Marianos.

## Galeria

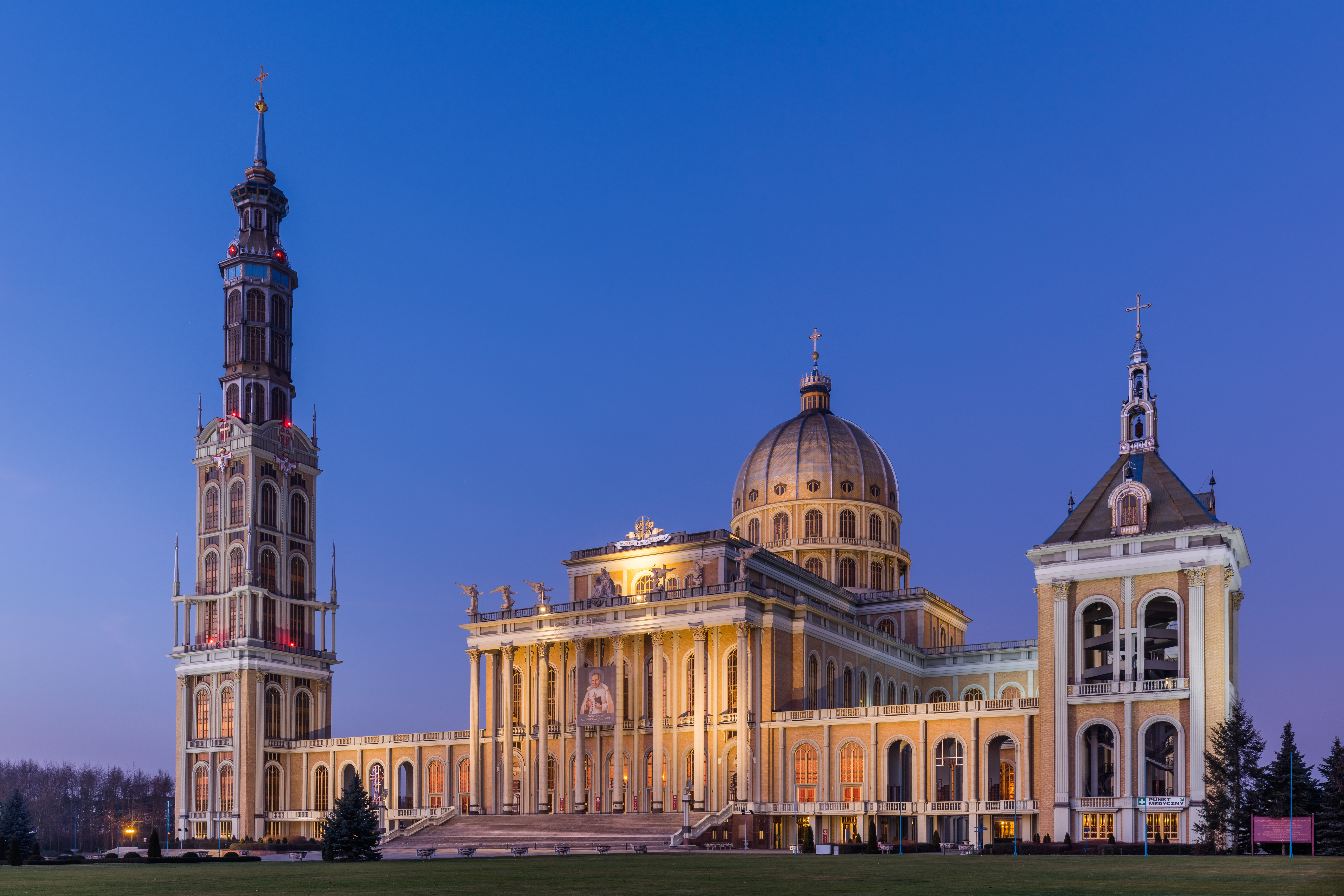
Visão geral
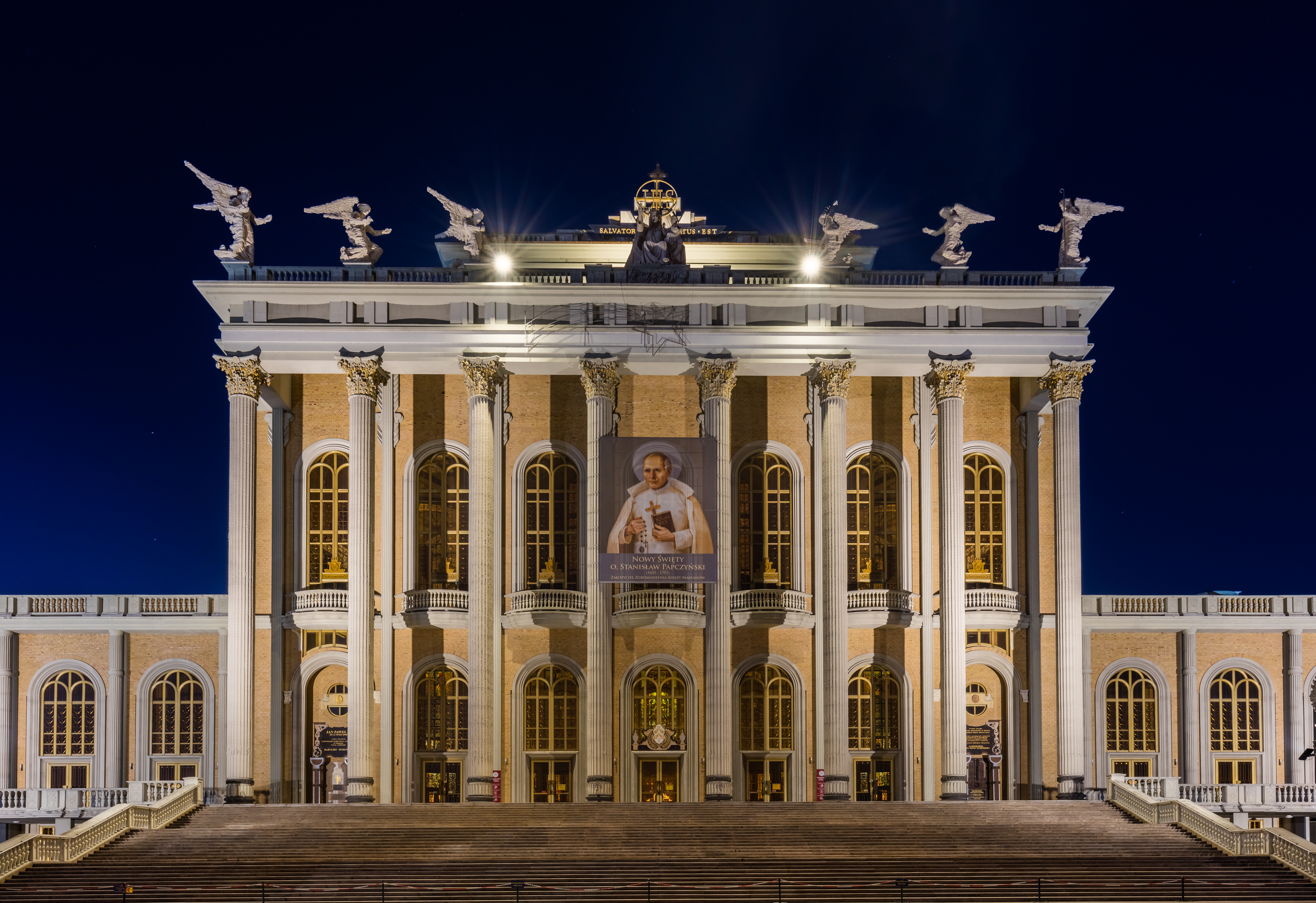
Fachada sul do edifício principal
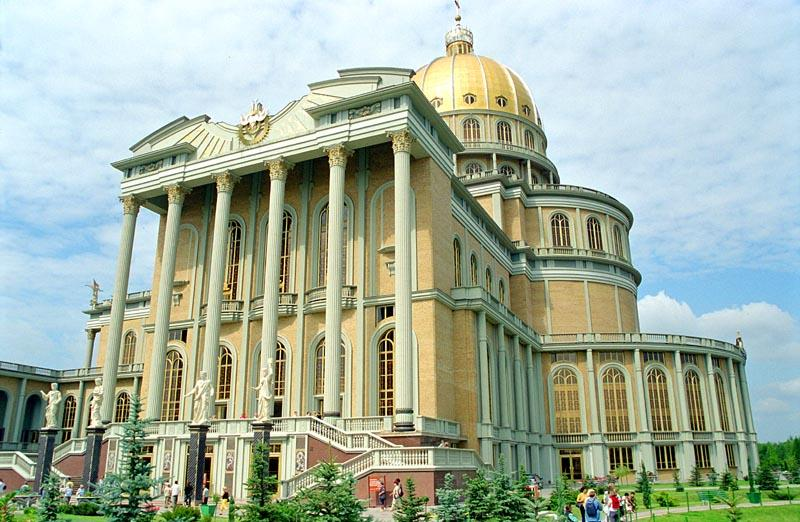
Vista lateral leste da Basílica, com vista para a praça
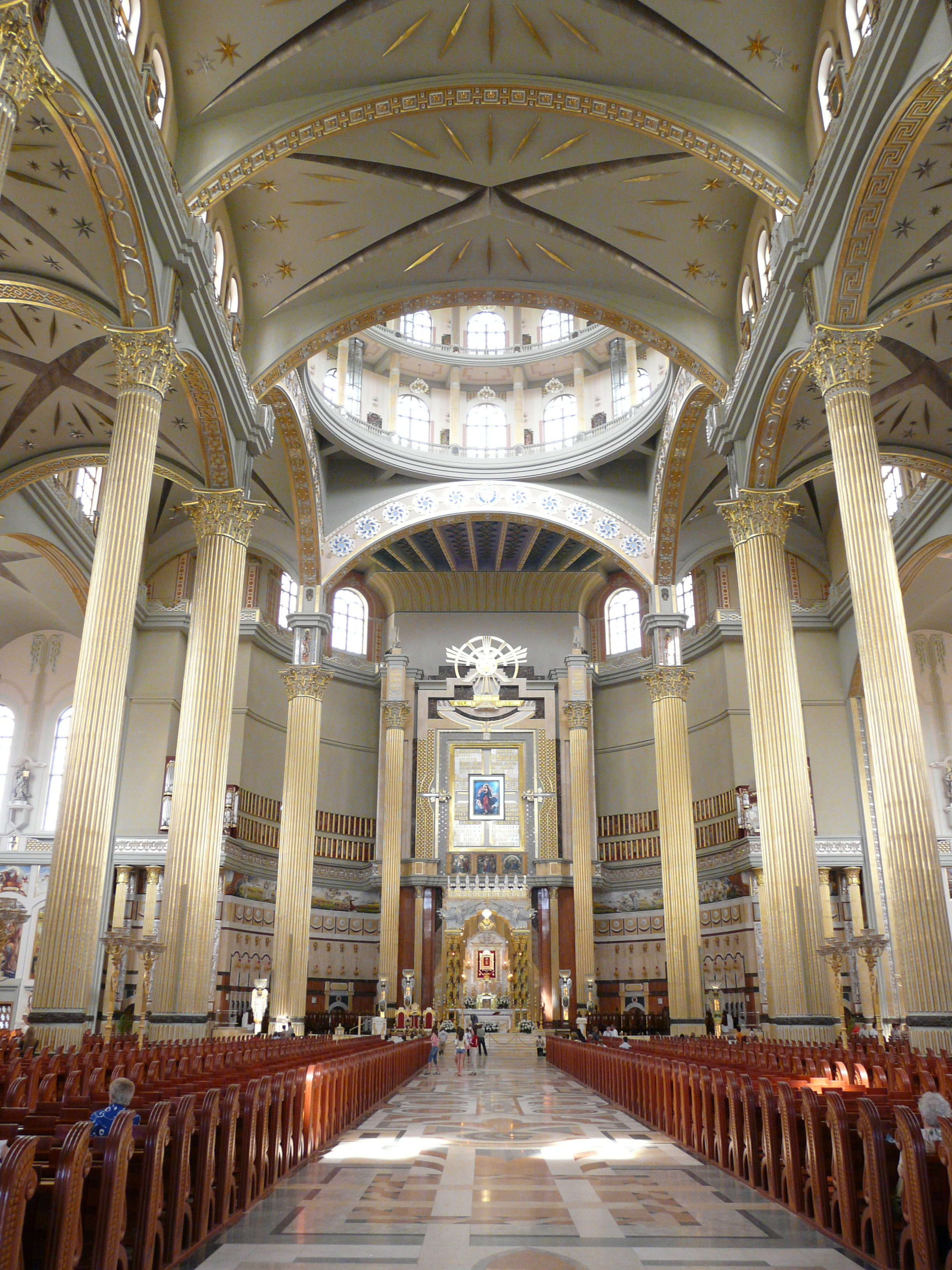
Uma vista do altar principal com o ícone sagrado de Nossa Senhora de Licheń
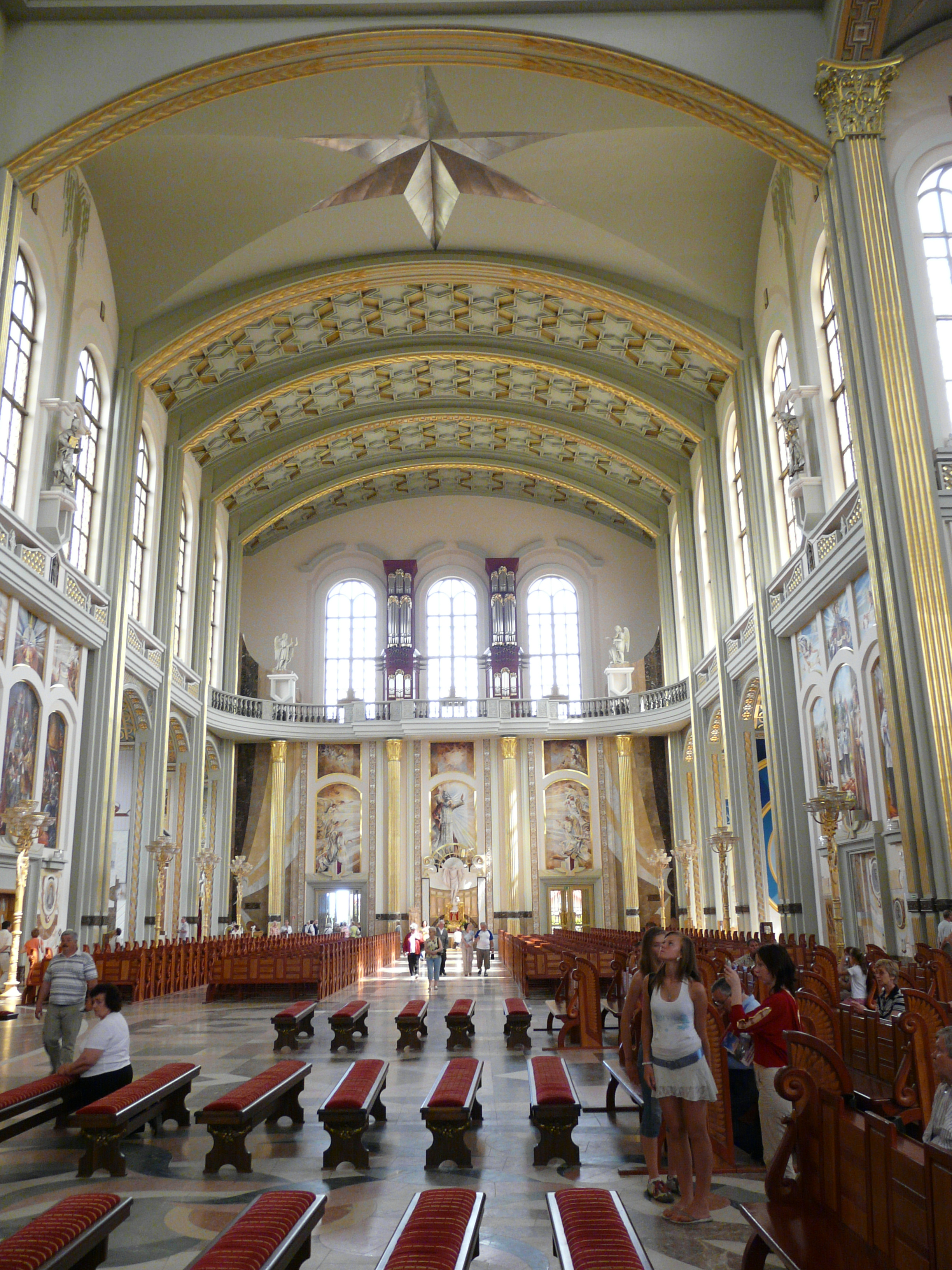
Uma vista interior da ala do lado leste da Basílica
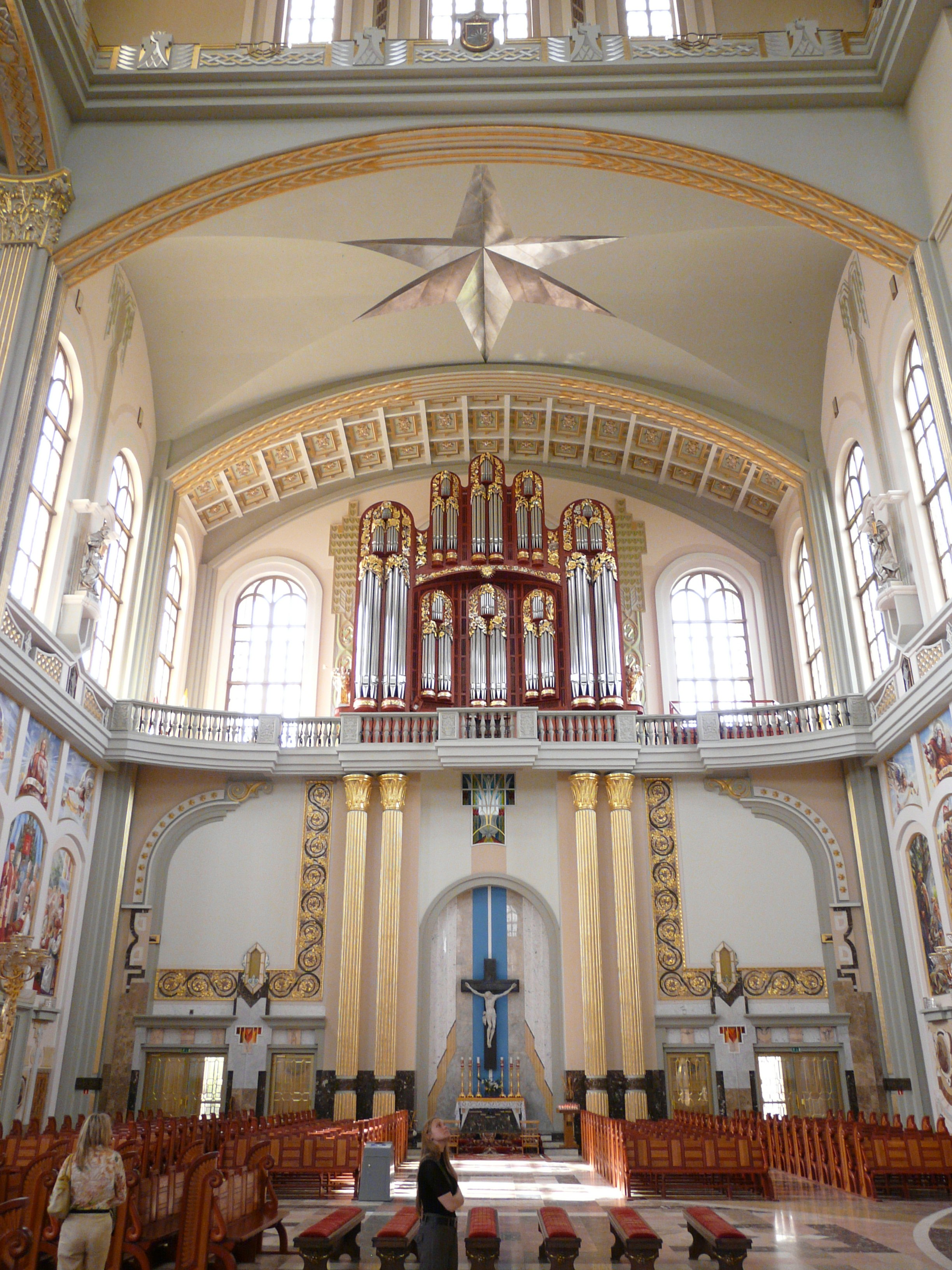
Altar com grande crucifixo na ala do lado oeste
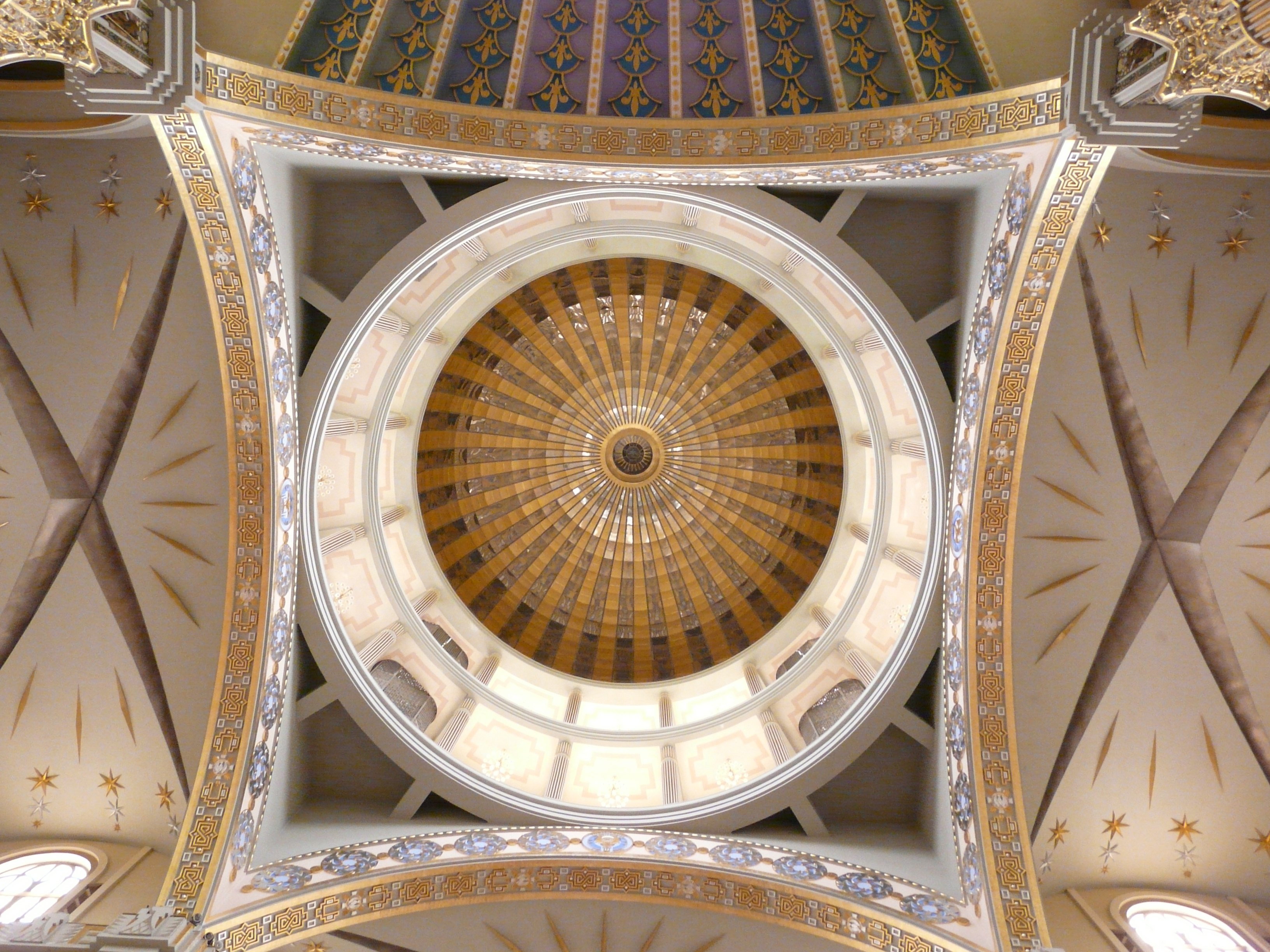
A cópula vista do interior da Basílica
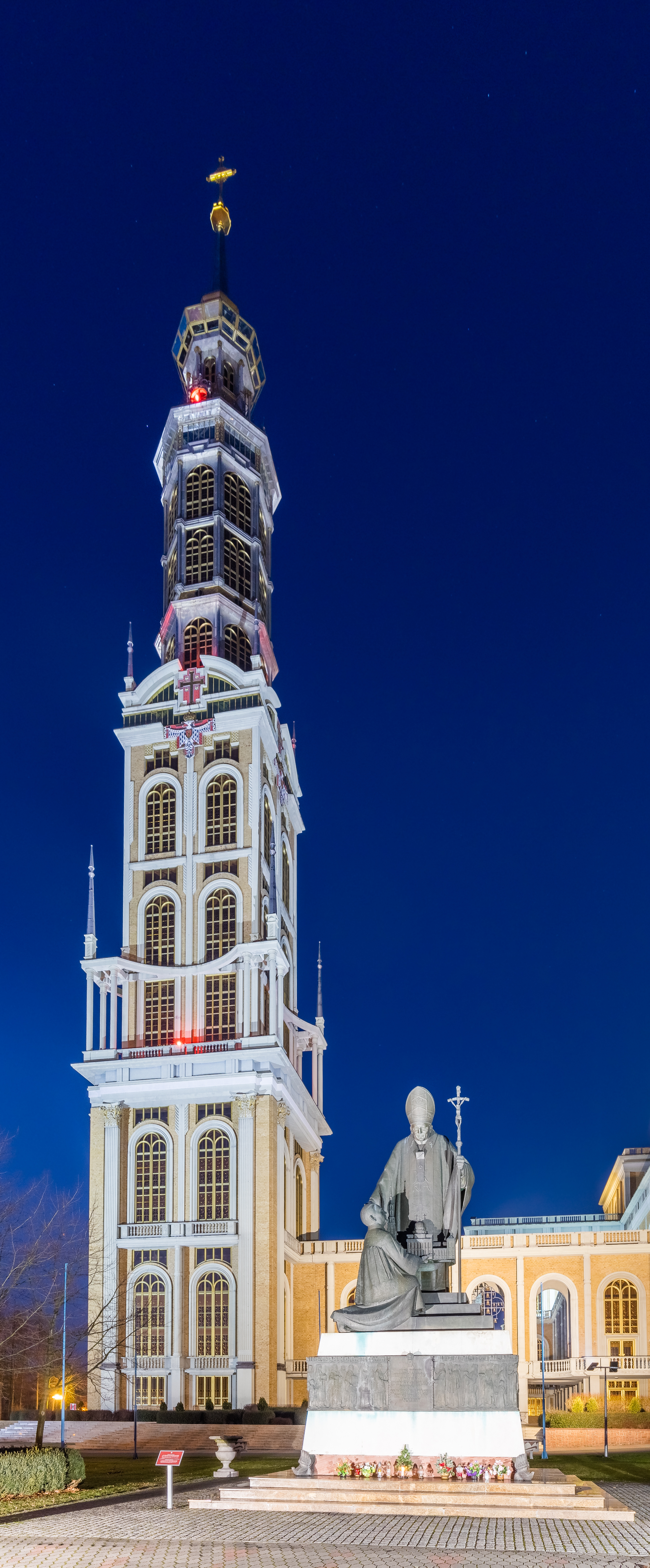
A torre tem 141,5 m e duas plataformas de visualização